# Ayşe Erkmen
Ayşe Erkmen, née en 1949 à Istanbul, en Turquie,  est une sculptrice et plasticienne turque.

## Biographie
Ayşe Erkmen étudie la sculpture à l'université des beaux-arts Mimar-Sinan  d'Istanbul et obtient son diplôme en 1977. En 1993,  elle bénéficie d'une bourse d'études de la Deutschen Akademischen Austauschdienst pour une résidence à Berlin, dans une période où cette ville a une dynamique très forte dans le domaine artistique. Elle réside ensuite entre Berlin et Istanbul et enseigne à l'Université de Cassel  à partir de 1998, puis dans différents établissements d'enseignement artistique en Allemagne. En 2011,  elle représente la Turquie lors de la 54e  biennale de Venise, avec une installation poétique et ironique appelée Plan B.
Parmi les nombreuses interventions artistiques,  on peut citer sa participation à l'exposition Skulptur.Projekte à Münster en 1997, à l'animation Shipped Ships de la Deutsche Bank à Francfort-sur-le-Main, à l'exposition Les Couleurs du monde à Amiens en 2001, ainsi que son Kuckuck («Coucou») au Kunstmuseum St. Gallen en Suisse, ou, plus récemment son installation là encore ironique à la biennale d'Istanbul en 2013 : une grue pourvue d'une boule, frappe en cadence le mur d'un ancien entrepôt, près du musée d'art moderne, au bord du Bosphore, un emplacement qui aurait pu être idéal pour un nouvel espace culturel. Mais « "Ils" veulent en faire un centre commercial ou un hôtel cinq étoiles. ».
En mai 2012, elle a été élue à l'Académie des arts de Berlin.

## Quelques expositions
- 1997 : Skulpturen Projekt de Münster
- 2000 : Biennale de Gwangju.
- 2001 : Musée Fridericianum à Cassel et biennale de Berlin ; Les Couleurs du monde, Amiens.
- 2002 : "Kein gutes Zeichen", Wiener Sezession, Vienne.
- 2004 : "Bound to/gebunden an", Museum Abteiberg, Mönchengladbach.
- 2005 : "Durchnässt", Kunsthalle Schirn, Francfort-sur-le-Main
- 2008 : "Weggefährten", galerie nationale à la Gare de Hambourg, Berlin ; K21 Kunstsammlung Nordrhein-Westfalen, à Düsseldorf.
- 2008 : "Above the Fold" (avec Ceal Floyer et David Lamelas), Kunstmuseum de Basel
- 2010 : Emscherkunst.2010 dans le cadre du Projet Tur)m 79
- 2011 : Biennale de Venise.
- 2013 : Biennale d'Istanbul.

## Ouvrages
- Das Haus, Ev, The house. Berlin 1993,  (ISBN 3-89357-041-1).
- In Berlin. Berlin 1995,  (ISBN 3-89357-050-0).
- I-MA-GES. Recklinghausen 1997,  (ISBN 3-929040-33-6).
- Kein gutes Zeichen. Wien 2002,  (ISBN 3-901926-42-9).